# Hindlingen
Hindlingen é uma comuna francesa na região administrativa de Grande Leste, no departamento Alto Reno. Estende-se por uma área de 7,98 km². Em 2010 a comuna tinha 639 habitantes (densidade: 80,1 hab./km²).